# Refúgio de Tré la Tête
O refúgio de Tré la Tête (em francês:  Refuge de Tré la Tête) é um refúgio de montanha situado a 1970 m de altitude no maciço do Monte Branco, departamento francês da Alta-Saboia, na região Ródano-Alpes.
O refúgio situa-se próximo do glaciar de Tré la Tête no centro da reserva natural de Contamines-Montjoie.

## Características
- Altitude: 1970 m
- Capacidade: 85 pessoas